# 泰州广播电视台
泰州广播电视台，是一家总部位于中华人民共和国江苏省泰州市的广播电视播出机构，2002年1月由原泰州人民广播电台、泰州电视台、泰州有线电视台合并组建，起初与泰州市广播电视局合署办公。2010年1月调整为泰州市委直属事业单位，并于同年11月成立泰州广播电视传媒集团，与泰州广播电视台为一个机构两块牌子。台址位于泰州市梅兰东路128号。官網叫鳳城泰州網。

## 历史
原泰州人民广播电台（县级）于1986年3月11日开始试播，同年5月5日正式播音。而原泰州电视台（县级）的前身为泰州电视转播台。1984年3月，经中华人民共和国广播电视部批准，泰州电视台成立，同年10月1日开播12频道，播出自办节目。另有专门频道转播中央、江苏、上海电视台节目。
1996年12月，泰州市广播电视局、泰州人民广播电台、泰州电视台、泰州有线电视台升格为地市级。2002年1月，原泰州人民广播电台、泰州电视台、泰州有线电视台合并组建泰州广播电视台，与泰州市广播电视局合署办公。2010年1月，泰州广电系统实施局台分开，广电行政管理职能划归至新成立的泰州市文化广电新闻出版局，泰州广播电视台调整为泰州市委直属事业单位。同年11月成立泰州广播电视传媒集团，与泰州广播电视台为一个机构两块牌子。

## 旗下资产
泰州广播电视台目前有3套电视频道和4条广播频率。

### 电视频道
| 頻道名稱                | 语言   | 广播格式                         | 啟播時間  | 频道前身 | 備註 |
| 新闻综合频道 （泰州·1） | 普通话 | SD: PAL 576i 16:9 HD: 1080i 16:9 | 1986年3月 |          |      |
| 教育频道 （泰州·2）     | 普通话 | SD: PAL 576i 16:9 HD: 1080i 16:9 |           |          |      |
| 公共频道 （泰州·3）     | 普通话 | SD: PAL 576i 16:9 HD: 1080i 16:9 |           |          |      |

### 广播频率
| 频道名称     | 语言   | 频道频率 | 启播时间  | 频道前身 | 备注 |
| 新闻综合广播 | 普通话 |          | 1984年3月 |          |      |
| 文艺广播     | 普通话 |          |           |          |      |
| 交通广播     | 普通话 |          |           |          |      |

## 电视频道
新闻综合频道（泰州·1）
- 泰州新闻
- 小范帮你忙
- 新闻夜班车
- 看泰州

教育频道（泰州·2）
- 健康新一天
- 直播生活
- 中国之最
- 掼蛋王中王

公共频道（泰州·3）
- 新高新闻
- 欢乐七色光
- 服务万家